# Joruma aurea
Joruma aurea är en insektsart som beskrevs av Ruppel och Delong 1953. Joruma aurea ingår i släktet Joruma och familjen dvärgstritar.
Artens utbredningsområde är Guatemala. Inga underarter finns listade i Catalogue of Life.